# Esgrima nos Jogos Pan-Americanos de 1983
As competições de esgrima nos Jogos Pan-Americanos de 1983 foram realizadas em Caracas, Venezuela. Esta foi a nona edição do esporte nos Jogos Pan-Americanos.

## Masculino
| Evento                       | Ouro                                                                                               | Prata                                                                                             | Bronze                                                                                              |        |        |        |
| Espada                       | Espada                                                                                             | Espada                                                                                            | Espada                                                                                              | Espada | Espada | Espada |
| ---------------------------- | -------------------------------------------------------------------------------------------------- | ------------------------------------------------------------------------------------------------- | --------------------------------------------------------------------------------------------------- | ------ | ------ | ------ |
| Espada individual detalhes   | Agapito Nussa (CUB)                                                                                | Jean-Marc Chouinard (CAN)                                                                         | Timothy Glass (USA)                                                                                 |        |        |        |
| Espada por equipes detalhes  | Canadá · Jean-Marc Chouinard · Daniel Perreault · Jacques Cardyn · Alain Côté · Michel Dessureault | Estados Unidos · Paul Pesthy · Peter Schifrin · Robert Nieman · Timothy Glass · Stephen Trevor    | Venezuela · Florencio Marrero · Ricardo Vitanza · Francisco Castillo · Carlos Agreda · Wilmer Parra |        |        |        |
| Florete                      | |                                                                                                   | |        |        |        |
| Florete individual detalhes  | Efigenio Favier (CUB)                                                                              | Rafael Magallanes (VEN)                                                                           | Gregory Massialas (USA)                                                                             |        |        |        |
| Florete por equipes detalhes | Cuba[carece de fontes?] · Efigenio Favier · Tulio Díaz · Heriberto González · Ángel Gracia         | Estados Unidos · Mark Smith · Gregory Massialas · Jack Tichacek · Michael Marx                    | Venezuela · Rafael Magallanes · Moisés Requena · Gustavo Olivarez · Oswaldo Ortega                  |        |        |        |
| Sabre                        | |                                                                                                   | |        |        |        |
| Sabre individual detalhes    | Peter Westbrook (USA)                                                                              | Manuel Ortiz (CUB)                                                                                | Jean-Paul Banos (CAN)                                                                               |        |        |        |
| Sabre por equipes detalhes   | Cuba[carece de fontes?] · Manuel Ortiz · Jesús Ortiz · José Laverdecia · Jorge Trejo               | Estados Unidos · Peter Westbrook · Phillip Reilly · Stanley Lekach · Edgar House · Steve Mormando | Canadá · Jean-Paul Banos · Jean-Marie Banos · Marc Lavoie · Claude Marcil · Eli Sukunda             |        |        |        |

### Feminino
| Evento                       | Ouro | Prata                                                                                            | Bronze |
| ---------------------------- | --- | ------------------------------------------------------------------------------------------------ | --- |
| Florete individual detalhes  | Margarita Rodríguez (CUB)                                                                                                  | Lourdes Lozano (MEX)                                                                             | Clara Alfonso (CUB)                                                                                             |
| Florete por equipes detalhes | Cuba[carece de fontes?] · Margarita Rodríguez · María Esther García · Mercedes del Risco · Clara Alfonso · Caridad Estrada | Estados Unidos · Debra Waples · Jana Angelakis · Margo Miller · Vincent Bradford · Andrea Metkus | Argentina · María Alicia Sinigaglia · Sandra Giancola · Silvana Giancola · Constanza Oriani · Gabriela Laperuta |

## Quadro de medalhas
| Ordem | País               | Medalha de ouro | Medalha de prata | Medalha de bronze |    |
| ----- | ------------------ | --------------- | ---------------- | ----------------- | -- |
| 1     | CUB Cuba           | 6               | 1                | 1                 | 8  |
| 2     | USA Estados Unidos | 1               | 4                | 2                 | 7  |
| 3     | CAN Canadá         | 1               | 1                | 2                 | 4  |
| 4     | VEN Venezuela      |                 | 1                | 2                 | 3  |
| 5     | MEX México         |                 | 1                |                   | 1  |
| 6     | ARG Argentina      |                 |                  | 1                 | 1  |
| TOTAL | TOTAL              | 8               | 8                | 8                 | 24 |